# شبکه گسترده (صورت فلکی چینی)

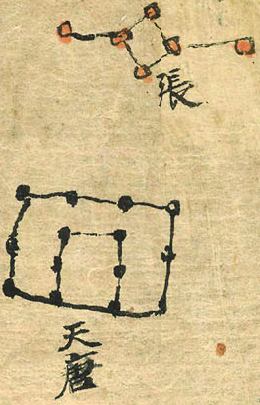
نمایی از طرح‌وساختار «شبکه گسترده»، از نقشهٔ ستارهٔ طومار باستانی غار موگای در دون‌هوانگ

صورت فلکی شبکه گسترده یکی از بیست و هشت صور فلکی چین است که یکی از صورت‌های فلکی جنوبی پرنده ورمیلیون است.

## ستاره‌ها
| نام انگلیسی | اسم چینی | صورت فلکی اروپایی | تعداد ستاره‌ها |
| ----------- | -------- | ----------------- | ------------- |
| شبکه گسترده | 張       | هیدرا             | ۶             |
| معبد آسمانی | 天廟     | آنتلیا / پیکسیس   | ۱۴            |